# Ugo Pellis
Ugo Pellis (Flumisel, 1882 - Gorizia, 1943) fou un escriptor, filòleg i fotògraf friülès. El 1902 fou mestre al liceu de Capodistria, i de 1912 a 1925 fou professor al liceu de Trieste. El 1919 fou un dels fundadors de la Societat Filològica Friülana amb Bindo Chiurlo i Josef Marchet, i en fou el primer president.
El 1925 va col·laborar amb Matteo Giulio Bartoli en l'elaboració de l'Atlas Lingüístic Italià. El seu compromís amb aquesta obra fou considerable, ja que inclou investigacions a cada regió acompanyades d'abundant material fotogràfic gràcies a la col·laboració de l'Institut Fotogràfic Triestí, i que constitueix el més important document fotogràfic de la història del Friül després de la Primera Guerra Mundial. També fou el responsable de nombroses enquestes lingüístiques.

## Obres
- Il primo friulano. La mari e 'l frut. Il ladino, lingua degli affetti. Testo ladino a fronte amb Dolfo Zorzut.